# 春日元忠
春日 元忠（かすが もとただ、? - 慶長13年（1608年））は、戦国時代から江戸時代初期の武将。武田氏、次いで上杉氏の家臣。米沢藩執事。本姓は滋野氏。通称は与十郎、右衛門尉。

## 経歴
はじめ武田勝頼に仕えたが、天正10年（1582年）に織田信長、徳川家康によって武田氏が滅亡すると、上杉景勝のもとに逃れて、その家臣となり、天正12年（1584年）には信濃国青柳城代となる。そして家老直江兼続に従って天正19年（1591年）には庄内一揆残党鎮定にあたり村上城を治定。
慶長3年（1598年）には高畠城代となった。慶長5年（1600年）、関ヶ原の戦いが勃発すると、命令により出羽の最上氏の領地に侵攻したが、長谷堂城の戦いにおいて最上氏の武将・志村光安の前に大敗を喫した。
慶長6年（1601年）の米沢転封後は執事兼奉行、郡代となり、直江体制の元で郷村支配を初めとした藩政を統括し「直江氏被官の棟梁」などと称された。
死去後、後任の執事は同じく武田家旧臣の平林正恒が引き継ぐ。